# Dictyophara borneides
Dictyophara borneides är en insektsart som beskrevs av George Willis Kirkaldy 1913. Dictyophara borneides ingår i släktet Dictyophara och familjen Dictyopharidae. Inga underarter finns listade i Catalogue of Life.